# Scrooge (film, 1913)

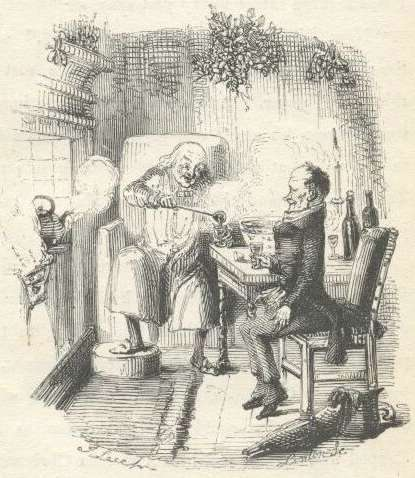
Scrooge et Bob Cratchit, illustration de A Christmas Caroll de Charles Dickens.

Pour les articles homonymes, voir Scrooge.
Scrooge est un film britannique réalisé par Leedham Bantock et sorti en 1913. Il est basé sur une nouvelle de Charles Dickens, avec Seymour Hicks dans le rôle d'Ebenezer Scrooge.

## Fiche technique
- Réalisation : Leedham Bantock
- Scénario : Seymour Hicks d'après Un chant de Noël (A Christmas Caroll) de Charles Dickens
- Production :  Zenith Film Company
- Durée : 40 minutes (3 bobines[1])
- Date de sortie : septembre 1913

## Distribution
- Seymour Hicks : Ebenezer Scrooge
- William Lugg
- Leedham Bantock
- J. C. Buckstone
- Dorothy Buckstone
- Leonard Calvert
- Osborne Adair
- Adela Measor
- Ellaline Terriss